# Superman (soundtrack)
Superman (voluit: Superman: The Movie) is de originele soundtrack van John Williams voor de film Superman uit 1978, geregisseerd door Richard Donner.
De filmmuziek werd gecomponeerd en gedirigeerd door John Williams en uitgevoerd door het London Symphony Orchestra. De muziek werd genomineerd voor een Oscar en Golden Globe en won twee Grammy Awards in de categorieën 'Best Album of Original Score Written for a Motion Picture or a Television Special' voor Superman en 'Best Instrumental Composition' voor "Superman Main Title Theme".

## Tracklijst
De eerste uitgave verscheen op 20 december 1978 in een set van 2 LP's door Warner Bros. Records.

| Nr. | Titel                            | Duur |
| --- | -------------------------------- | ---- |
| 1.  | Theme from Superman (Main Title) | 4:24 |
| 2.  | The Planet Krypton               | 4:45 |
| 3.  | Destruction of Krypton           | 5:58 |
| 4.  | The Trip to Earth                | 2:23 |
| 5.  | Growing Up                       | 2:34 |

| Nr. | Titel                    | Duur |
| --- | ------------------------ | ---- |
| 1.  | Love Theme from Superman | 5:00 |
| 2.  | Leaving Home             | 4:48 |
| 3.  | The Fortress of Solitude | 8:29 |

| Nr. | Titel                                                               | Duur |
| --- | ------------------------------------------------------------------- | ---- |
| 1.  | The Flying Sequence / Can You Read My Mind (vocal by Margot Kidder) | 8:10 |
| 2.  | Super Rescues                                                       | 3:24 |
| 3.  | Lex Luthor's Lair                                                   | 2:52 |
| 4.  | Superfeats                                                          | 5:00 |

| Nr. | Titel                     | Duur |
| --- | ------------------------- | ---- |
| 1.  | The March of the Villains | 3:33 |
| 2.  | Chasing Rockets           | 7:33 |
| 3.  | Turning Back The World    | 2:01 |
| 4.  | End Title                 | 6:24 |

### Heruitgave van Varèse Sarabande
De uitgave van 1998 in een set van 2 cd's door Varèse Sarabande. Deze release is een heropname van de partituur van Williams, gedirigeerd door John Debney en uitgevoerd door het Royal Scottish National Orchestra, inclusief de eerste release van aanvullende muziek uit de film in welke vorm dan ook.

| Nr. | Titel                    | Duur |
| --- | ------------------------ | ---- |
| 1.  | Prologue & Main Title    | 5:31 |
| 2.  | The Planet Krypton       | 4:35 |
| 3.  | Destruction of Krypton   | 5:27 |
| 4.  | The Trip to Earth        | 2:38 |
| 5.  | Growing Up               | 2:05 |
| 6.  | Jonathan's Death         | 4:09 |
| 7.  | Leaving Home             | 4:46 |
| 8.  | The Fortress of Solitude | 8:22 |

| Nr. | Titel                         | Duur |
| --- | ----------------------------- | ---- |
| 1.  | Helicopter Rescue             | 6:16 |
| 2.  | The Penthouse                 | 1:50 |
| 3.  | The Flying Sequence           | 4:16 |
| 4.  | The Truck Convoy              | 1:54 |
| 5.  | To The Lair                   | 2:18 |
| 6.  | March of the Villains         | 3:56 |
| 7.  | Chasing Rockets               | 5:12 |
| 8.  | Pushing Boulders              | 2:24 |
| 9.  | Flying to Lois                | 2:58 |
| 10. | Turning Back The World        | 2:01 |
| 11. | The Prison Yard and End Title | 6:27 |
| 12. | Love Theme from Superman      | 5:01 |

### Heruitgave van Rhino Records
De uitgave van 15 februari 2000 in een set van 2 cd's door Rhino Records. Deze release combineert de master voor het originele album met wat destijds werd beschouwd als de enige overgebleven elementen om de volledige lengte van de originele Williams-opname te reconstrueren.

| Nr. | Titel                          | Duur |
| --- | ------------------------------ | ---- |
| 1.  | Prologue and Main Title        | 5:29 |
| 2.  | The Planet Krypton             | 6:39 |
| 3.  | Destruction of Krypton         | 7:52 |
| 4.  | Star Ship Escapes              | 2:21 |
| 5.  | The Trip to Earth              | 2:28 |
| 6.  | Growing Up                     | 2:34 |
| 7.  | Death of Jonathan Kent         | 3:27 |
| 8.  | Leaving Home                   | 4:49 |
| 9.  | The Fortress of Solitude       | 9:17 |
| 10. | Welcome to Metropolis          | 2:11 |
| 11. | Lex Luthor's Lair              | 2:33 |
| 12. | The Big Rescue                 | 5:55 |
| 13. | Super Crime Fighter            | 3:20 |
| 14. | Super Rescues                  | 2:14 |
| 15. | Luthor's Luau (source music)   | 2:48 |
| 16. | The Planet Krypton (alternate) | 4:24 |
| 17. | Main Title March (alternate)   | 4:38 |

| Nr. | Titel                                                                                   | Duur |
| --- | --------------------------------------------------------------------------------------- | ---- |
| 1.  | Superman March ( (alternate)                                                            | 3:48 |
| 2.  | The March of the Villains                                                               | 3:36 |
| 3.  | The Terrace                                                                             | 1:36 |
| 4.  | The Flying Sequence                                                                     | 8:12 |
| 5.  | Lois and Clark                                                                          | 0:50 |
| 6.  | Crime of the Century                                                                    | 3:24 |
| 7.  | Sonic Greeting                                                                          | 2:21 |
| 8.  | Misguided Missiles and Kryptonite                                                       | 3:26 |
| 9.  | Chasing Rockets                                                                         | 4:56 |
| 10. | Super Feats                                                                             | 4:53 |
| 11. | Super Dam and Finding Lois                                                              | 5:11 |
| 12. | Turning Back the World                                                                  | 2:06 |
| 13. | Finale and End Title March                                                              | 5:42 |
| 14. | Love Theme from Superman                                                                | 5:06 |
| 15. | Can You Read My Mind (alternate) (performed by Margot Kidder)                           | 2:56 |
| 16. | The Flying Sequence / Can You Read My Mind (album version) (performed by Margot Kidder) | 8:12 |
| 17. | Can You Read My Mind (alternate) (instrumental)                                         | 2:56 |
| 18. | Theme from Superman (concert version)                                                   | 4:24 |

## Hitnoteringen

### NPO Klassiek Filmmuziek Top 200
| Superman in de NPO Klassiek Filmmuziek Top 200 | Superman in de NPO Klassiek Filmmuziek Top 200 | Superman in de NPO Klassiek Filmmuziek Top 200 |
| Jaar                                           | 2024                                           | 2025                                           |
| ---------------------------------------------- | ---------------------------------------------- | ---------------------------------------------- |
| Positie                                        | 164                                            | 151                                            |